# Beef
Beef és una sèrie de televisió de comèdia i drama estatunidenca creada per Lee Sung Jin per a Netflix. És protagonitzada per Steven Yeun i Ali Wong com dues persones la participació de les quals en un incident de ràbia a la carretera comencen a consumir les seves vides. Apareixen en papers secundaris Joseph Lee, Young Mazino, David Choe i Patti Yasutake.
Beef es va estrenar a Netflix el 6 d'abril de 2023 i ha rebut elogis de la crítica. Ha estat subtitulada al català.

## Producció
El projecte, creat per Lee Sung Jin i protagonitzat per Steven Yeun i Ali Wong, es va anunciar per primera vegada el març de 2021, amb una guerra d'ofertes sobre els drets de la sèrie. Netflix finalment la va guanyar. Al desembre, es va informar que Lee Isaac Chung dirigiria l'episodi pilot. El març de 2022, es van anunciar càstings addicionals, inclosos David Choe i Patti Yasutake, i l'episodi pilot seria dirigit pel director japonès Hikari. També es va confirmar que dirigiria diversos episodis addicionals.
El rodatge va començar l'abril de 2022.
La sèrie es va estrenar al Festival SXSW de 2023 el 18 de març de 2023. Es va estrenar a Netflix el 6 d'abril de 2023.

## Capítols
| Núm. | Títol                                        | Direcció      | Guió                                          | Data d'estrena original |
| ---- | -------------------------------------------- | ------------- | --------------------------------------------- | ----------------------- |
| 1    | «The Birds Don't Sing, They Screech in Pain» | Hikari        | Lee Sung Jin                                  | 6 d'abril de 2023       |
| 2    | «The Rapture of Being Alive»                 | Jake Schreier | Alice Ju                                      | 6 d'abril de 2023       |
| 3    | «I Am Inhabited by a Cry»                    | Jake Schreier | Carrie Kemper                                 | 6 d'abril de 2023       |
| 4    | «Just Not All at the Same Time»              | Hikari        | Alex Russell                                  | 6 d'abril de 2023       |
| 5    | «Such Inward Secret Creatures»               | Hikari        | Marie Hanhnhon Nguyen & Niko Gutierrez-Kovner | 6 d'abril de 2023       |
| 6    | «We Draw a Magic Circle»                     | Jake Schreier | Joanna Calo                                   | 6 d'abril de 2023       |
| 7    | «I Am a Cage»                                | Jake Schreier | Lee Sung Jin & Kevin Rosen                    | 6 d'abril de 2023       |
| 8    | «The Drama of Original Choice»               | Jake Schreier | Lee Sung Jin & Jean Kyoung Frazier            | 6 d'abril de 2023       |
| 9    | «The Great Fabricator»                       | Jake Schreier | Lee Sung Jin                                  | 6 d'abril de 2023       |
| 10   | «Figures of Light»                           | Lee Sung Jin  | Lee Sung Jin                                  | 6 d'abril de 2023       |